# Octaviano Meraz
Octaviano Meraz González (La Guitarra San Dimas Durango, 1852 - ibídem, 1928)  fue un militar mexicano, comandante general de las fuerzas montadas del estado de Durango durante la época del Porfiriato. Meraz había ganado renombre en Durango debido a su tenaz persecución contra Heraclio Bernal y por haber batido a uno de los bandoleros más famosos de le época: Ignacio Parra. Contaba además con la dudosa gloria de haber sofocado, en 1909, mediante juicios sumarios, un motín en el mineral de Velardeña. Se le conocía bajo el sobrenombre de El león de la sierra, clara mención de su rivalidad con el bandolero duranguense, El tigre Parra.